# Національний музей історії та мистецтва
Національний музей історії та мистецтва (люксемб. Nationalmusée fir Geschicht a Konscht, фр. Musée national d'histoire et d'art, нім. Nationalmuseum für Geschichte und Kunst, абревіатура — MNHA) — історичний, археологічний і художній музей у столиці Люксембурга місті Люксембурзі; призначений для показу творів мистецтва і артефактів з усіх епох люксембурзької історії; значний культурний осередок країни. 
Заклад розташований на вулиці Фішмаркет (Fishmarket) в історичному центрі міста в так званому «Верхньому місті» (Ville Haute), й міститься в спеціально зведеній сучасній модерністській споруді, спроектованій архітектурним бюро Christian Bauer et Associés.

## Історія
Як і багато інших культурних установ, які тепер цілком природно фінансуються державою, Національний музей історії та мистецтва Люксембургу був започаткований винятково ентузіастами.
Власне ідея створення публічного музею в Люксембурзі походить з кінця XVIII століття. Тоді окупаційна французька влада мала намір створити «Музей департаменту Форет» (фр. Musée du Département des Forêts). Ідея цього музейного закладу, який так ніколи і не виник, полягала в збереженні владою пам'яток мистецтва, зокрема, і через конфіскацію церковного майна. Один із предметів, придбаних для формування музейної колекцій на відкритому продажі в 1796 році — астрономічний годинник — дотепер в експозиції музею.
У 1845 році люксембурзькі історики й археологи, зацікавлені у збереженні історичної та художньої спадщини своєї країни, об'єдналися під егідою єдиної організації «Товариство з вивчення і збереження пам'яток у Великому Герцогстві Люксембург» (фр. Société pour la recherche et la conservation des monuments historiques dans le Grand-Duché de Luxembourg), що надалі називалось більш коротко «Археологічним товариством» (Société archéologique). Це товариство взяло на себе турботу з формування музейних колекцій. 
У 1868 році королівським указом був заснований Інститут Великого Герцогства (l'Institut Grand-Ducal), історичне відділення якого було відповідальне за збереження археологічних та історичних колекцій, і яке можна ввжати початком музею. 
Різні наступні етапи діяльності структури були спрямовані на надання музеєві постійної основи — створення Комісії з будівництва будинку для утримання колекції (1874), Конкурс на будівництво будівлі Національного музею (1919) нарешті увінчалися успіхом — музейний проект став реальністю в 1922 році з придбанням особняку Collart-de-Scherff, розташованого на Marché-aux-Poissons.
До 1927 року історичне відділення Інституту Великого Герцогства передало на баланс музею свої колекції, які включали, крім іншого, подарунки від Товариства друзів музеїв (Société des Amis des Musées). До того вони зберігались у державному депозитарії. Хоча будівництво музейного будинку було тривалим і складним, Держваний Музей зрештою був відкритий напередодні Другої світової війни — перші зали галереї були присвячені археології та природничим наукам. 
У наступні роки музейна колекція була розширена і після звільнення, вона поповнювалась за рахунок придбань, пожертвувань, заповіданих установі цінностей та подарунків. У 1958 році була створена спеціальна комісія музею з придбання для створення колекції творів сучасного мистецтва. 
Крім того, з 1960-х років, Національний музей Люксембургу зазнав значного розширення з придбанням сусідніх з основною будівлею особняків. 
Це поступове розширення Національного музею історії та мистецтва Люксембургу досягло своєї найвищої точки в 2002 році з завершенням будівництва нової ультрамодерної музейної будівлі.